# Sabrina Reiter

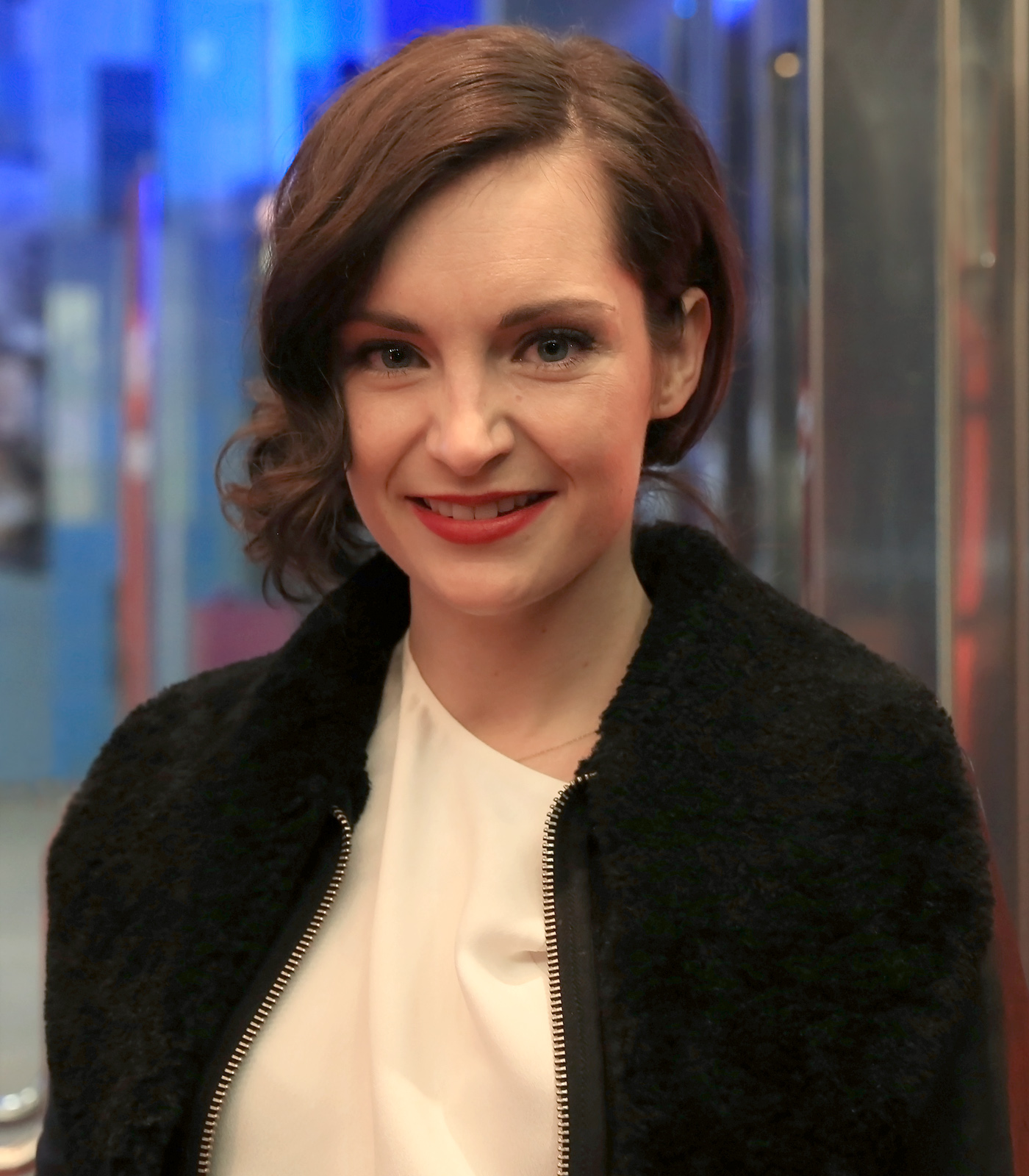
Sabrina Reiter, 2014

Sabrina Reiter (* 5. August 1983 in Klagenfurt, Kärnten) ist eine österreichische Schauspielerin. Bekannt wurde sie gleich mit ihrer ersten Hauptrolle in In 3 Tagen bist du tot, für die sie mit dem Undine Award als Beste Filmdebüdantin ausgezeichnet wurde. Auf der Berlinale 2007 wurde sie als österreichische Vertreterin unter 25 europäischen „Shooting Stars“ vorgestellt.

## Leben
Sabrina Reiter wurde in Klagenfurt geboren, wuchs in Salzburg auf und lebt derzeit in Wien. Bereits während ihrer Kindheit hegte sie den Wunsch, Sängerin, Moderatorin oder Schauspielerin zu werden. Nach ihrer Schulausbildung ließ sie sich zur Zahnarzthelferin ausbilden. Vor dem Casting im Jahr 2005 zu ihrer ersten Filmrolle in In 3 Tagen bist du tot konnte sie als einzige Film- und Fernseherfahrung nur Auftritte bei einem Salzburger Jugendsender nennen. Ihr zweites Engagement vor der Kamera erhielt sie nach dem großen Erfolg ihres Filmdebüts mit einem Gastauftritt in der Fernsehserie SOKO Donau. Mit dem Undine-Award als beste deutschsprachige Filmdebütantin gewann sie zugleich die dreimonatige Teilnahme am New Yorker Lee-Strasberg-Schauspielinstitut.
Sabrina Reiter war nach den Dreharbeiten von In 3 Tagen bist du tot mit ihrem Schauspielkollegen Laurence Rupp liiert. Am 12. November 2007 wurden die beiden Eltern des Sohnes Finn Reiter, der Kinderdarsteller ist.
Auch in der bis Sommer 2008 entstandenen Fortsetzung In 3 Tagen bist du tot 2 übernahm Reiter die Hauptrolle.

## Filmografie
- 2006: In 3 Tagen bist du tot
- 2006, 2019: SOKO Donau – Stille Wasser, Schatzsuche
- 2008: In 3 Tagen bist du tot 2
- 2008: Kleine Fische (Regie: Marco Antoniazzi)
- 2010, 2018, 2022: SOKO Kitzbühel
- seit 2010: Spuren des Bösen
  - 2010: Das Verhör
  - 2012: Racheengel
  - 2014: Schande
  - 2015: Liebe
  - 2017: Begierde
  - 2018: Wut
  - 2019: Sehnsucht
  - 2021: Schuld
- 2010: Vermisst – Alexandra Walch, 17
- 2010: Paradeisiana (Regie: Hans-Jörg Hofer)
- 2010: One Way Trip 3D
- 2012: Braunschlag
- 2012: Mediator (Regie: Wolfgang Murnberger)
- 2013: Der Bergdoktor
- 2014: Die Detektive
- 2014: Die Bergretter – Mit letzter Kraft
- 2015: Blockbuster – Das Leben ist ein Film
- 2016: Landkrimi – Drachenjungfrau (Fernsehreihe)
- 2018: Stadtkomödie – Geschenkt (Fernsehreihe)
- 2019: Kaviar
- 2019: SOKO Wien – Schuld, Regie: Holger Barthel
- 2020: Tatort: Unten (Fernsehreihe)
- 2021: Die Toten von Salzburg – Schwanengesang (Fernsehreihe)
- 2023: Am Ende – Die Macht der Kränkung (Fernsehserie)
- 2024: Kopftuchmafia – Ein Stinatz-Krimi (Fernsehreihe)
- 2025: Uhudler-Verschwörung – Ein Stinatz-Krimi (Fernsehreihe)

## Auszeichnungen
- Undine Award 2006:
  - Beste Filmdebütantin in In 3 Tagen bist du tot
  - Publikumspreis für In 3 Tagen bist du tot
- Berlinale 2007:
  - Österreichischer Shooting Star des europäischen Films